# 陳順 (弘治進士)
陳順（1465年—？），字裕夫，浙江金華府金華縣人，民籍，明朝政治人物。

## 生平
成化十九年（1483年）癸卯科浙江鄉試第六十名舉人。弘治九年（1496年）中式丙辰科會試第一百五十九名，三甲第一百八十三名進士。弘治十二年四月实授南京广东道監察御史，正德三年（1508年）二月升江西按察司佥事，五年七月升本省布政司右参议，十月改湖廣，六年正月考察去職。

## 家族
曾祖陳會；祖父陳傑；父陳琦，母王氏。具慶下。